# Hy Hazell
Hy Hazell, de son vrai nom Hyacinth Hazel O'Higgins, est une actrice britannique née le 4 octobre 1919 à Streatham, un quartier de Londres, et morte le 10 mai 1970 à Londres (Angleterre).

## Théâtre (sélection)
- 1937 : On Your Toes : une danseuse
- 1946 : Dick Whittington : Dick
- 1958 : Expresso Bongo : Dixie Collins
- 1959 : Lock Up Your Daughters : Mrs. Squeezum
- 1963 : No Strings
- 1965 : Charlie Girl
- 1965 : Pleasures and Palaces : La Grande Catherine
- 1968 : The Beggar's Opera : Mrs. Peachum
- 1969 : Ann Veronica : Miss Miniver

## Filmographie (sélection)
- 1947 : Le Tueur (Meet Me at Dawn) de Thornton Freeland : une jeune femme au restaurant
- 1950 : Le Démon de la danse (Dance Hall) de Charles Crichton : petit rôle (non créditée)
- 1953 : Le Ballon jaune (The Yellow Balloon) de J. Lee Thompson : Mary
- 1955 : Stolen Assignment de Terence Fisher : Jenny Drew
- 1956 : Anastasia d'Anatole Litvak : une femme blonde
- 1956 : Grain de sel (Up in the World) de John Paddy Carstairs : Yvonne
- 1958 : Le crime était signé (The Whole Truth) de John Guillermin : une Américaine
- 1970 : Papa en a deux (Every Home Should Have One) de Jim Clark: Mrs. Kaplan